# Decappato
Il decappato è una tecnica di finitura del legno caratterizzata da un effetto finale di sbiancatura della superficie trattata. 
Si realizza attraverso la stesura di uno o più fondi di cementite alternata a successive carteggiature. Il procedimento va ripetuto fin quando il legno assorbe la cementite in modo omogeneo. Il fondo bianco viene quindi coperto con una vernice protettiva trasparente.